# Baziówka wiosenna

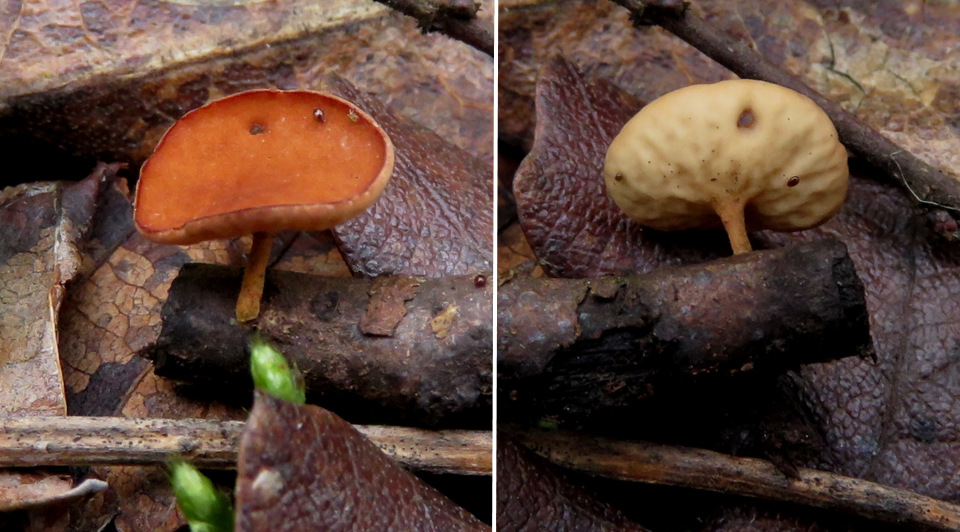

Baziówka wiosenna (Rutstroemia bolaris (Batsch) Rehm) – gatunek grzybów z rodziny baziówkowatych (Rutstroemiaceae).

## Systematyka i nazewnictwo
Pozycja w klasyfikacji według Index Fungorum: Rutstroemiaceae, Helotiales, Leotiomycetidae, Leotiomycetes, Pezizomycotina, Ascomycota, Fungi.
Po raz pierwszy opisał go w 1786 r. August Johann Georg Karl Batsch, nadając mu nazwę Peziza bolaris. Obecną nazwę nadał mu Heinrich Rehm w 1893 r. Niektóre synonimy naukowe:
- Calycina bolaris (Batsch) Seaver 1934
- Helotium bolare (Batsch) Massee 1895

Nazwa polska według M.A. Chmiel.

## Morfologia
Owocniki typu apotecjum. Wewnętrzna powierzchnia o barwie żółtawobrązowej, czerwonawopomarańczowej do winnej, powierzchnia zewnętrzna jaśniejsza. Ekscypulum o teksturze globulosa. Askospory 18–24(27) x 7,5–9 μm, z licznymi gutulami, w stanie dojrzałym z trzema przegrodami.
Podobna Rutstroemia alni występuje na olszach, ma zarodniki o podobnych wymiarach, z dwoma dużymi gutulami i wieloma drobnymi. Rutstroemia firma występuje zwykle na dębach, czasem na leszczynie, ma zarodniki węższe (4,5–6 μm) i bez drobnych gutuli.

## Występowanie i siedlisko
Najwięcej stanowisk Rutstroemia bolaris podano w Europie i Ameryce Północnej, znana jest także w jednym regionie we wschodniej Afryce. W Polsce M.A. Chmiel w 2006 r. przytoczyła 6 stanowisk, w późniejszych latach podano następne, a najbardziej aktualne podaje internetowy atlas grzybów. Znajduje się w nim na liście gatunków zagrożonych i wartych objęcia ochroną.
Nadrzewny grzyb saprotroficzny. Można go spotkać co roku, szczególnie w okresie od lutego i kwietniu na leżących na ziemi gałęziach grabu.